# دامباستر
دامباستر (انگلیسی: Dambuster) شرکت بازی ویدئویی بریتانیایی است، که در سال ۲۰۱۴ تأسیس شد.